# NGC 5540
NGC 5540 ist eine 13,9 mag helle elliptische Galaxie vom Hubble-Typ E-S0 im Sternbild Großer Bär und etwa 497 Millionen Lichtjahre von der Erde entfernt.
Sie wurde am 17. April 1789 von Wilhelm Herschel mit einem 18,7-Zoll-Spiegelteleskop entdeckt, der sie dabei mit „eF, vS, R, stellar“ beschrieb.